# Iridosma letestui
Iridosma letestui là một loài thực vật có hoa trong họ Thanh thất. Loài này được (Pellegr.) Aubrév. & Pellegr. mô tả khoa học đầu tiên năm 1962.